# Tregellasia
Genre
Tregellasia est un genre de passereaux de la famille des Petroicidae. Il comprend deux espèces de miros.

## Répartition
Ce genre se trouve à l'état naturel en Nouvelle-Guinée et sur la côte est de l'Australie,.

## Liste alphabétique des espèces
Selon la classification de référence du Congrès ornithologique international (version 8.2, 2018) :
- Tregellasia leucops (Salvadori, 1876) — Gobemouche à face blanche, Miro à face blanche
  - Tregellasia leucops leucops (Salvadori, 1876)
  - Tregellasia leucops mayri (Hartert, 1930)
  - Tregellasia leucops heurni (Hartert, 1932)
  - Tregellasia leucops nigroorbitalis (Rothschild & Hartert, 1913)
  - Tregellasia leucops nigriceps (Neumann, 1922)
  - Tregellasia leucops melanogenys (Meyer, AB, 1893)
  - Tregellasia leucops wahgiensis Mayr & Gilliard, 1952
  - Tregellasia leucops albifacies (Sharpe, 1882)
  - Tregellasia leucops auricularis (Mayr & Rand, 1935)
  - Tregellasia leucops albigularis (Rothschild& Hartert, 1907)
- Tregellasia capito (Gould, 1854) — Gobemouche à face pâle, Miro jaunâtre
  - Tregellasia capito nana (Ramsay, EP, 1878)
  - Tregellasia capito capito (Gould, 1854)